# Ескулаб
Ескулаб (англ. Esculab) — провідна українська медична лабораторія з головним офісом у Львові заснована лікарями у 2009 році. Лабораторія виконує понад 1500 досліджень у таких сферах, як: клінічна біохімія, клінічна імунологія, алергологія, бактеріологія, паразитологія, генетика, цитоморфологія, загальноклінічний аналіз та інші. За твердженням компанії, мережа налічує 170 відділень у понад 80 містах, щороку лабораторія обслуговує понад 1,5 мільйона клієнтів в Україні.

## Про компанію

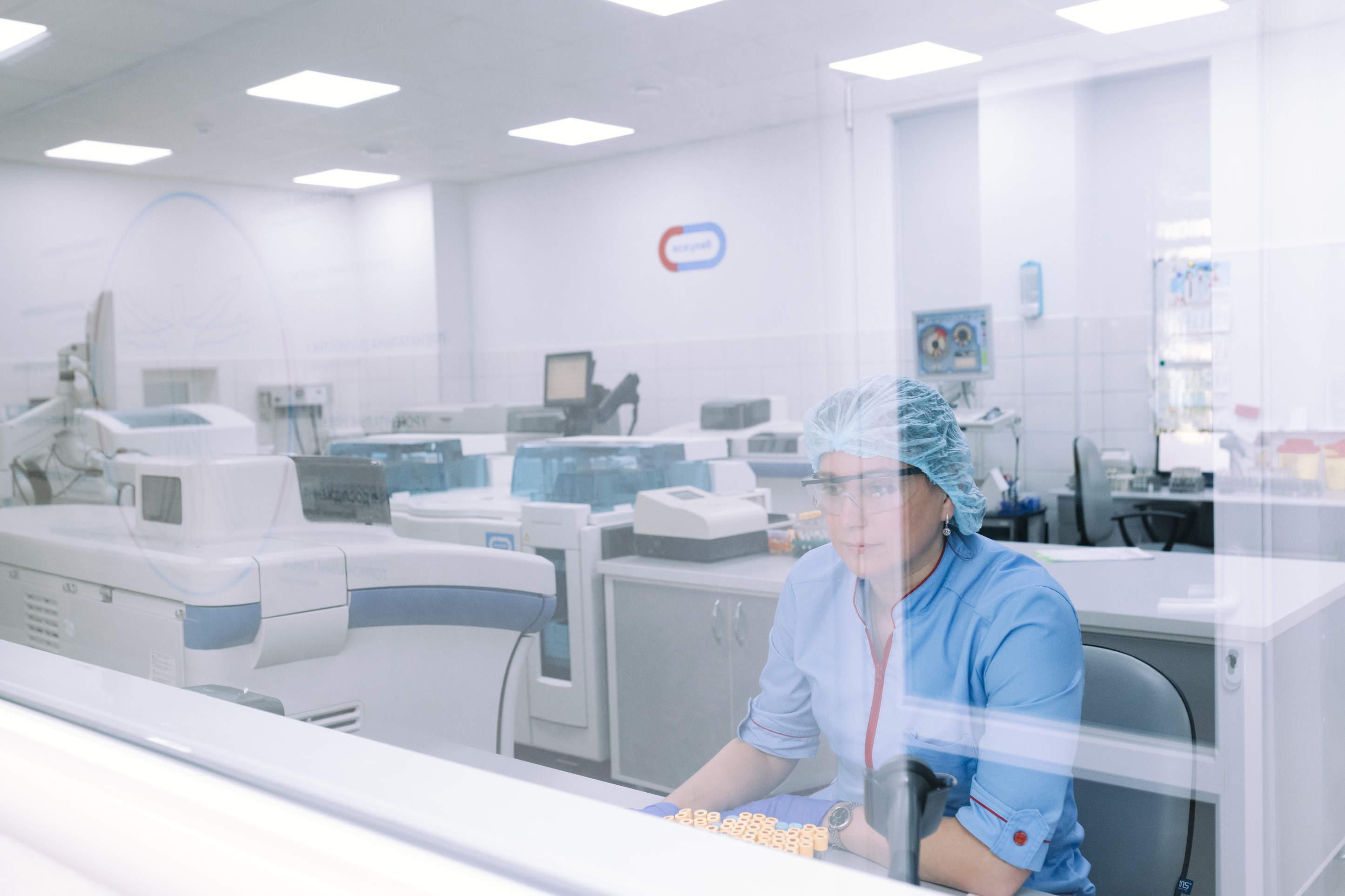
Медична лабораторія Ескулаб у Львові

В Ескулаб працює два лабораторні комплекси у Львові та в Києві, та три міні лабораторії у Чернівцях, Івано-Франківську та Ужгороді. Ескулаб виконує також унікальні дослідження, як, наприклад, Індекс здоров’я простати (phi) – це затверджений FDA та CE показник, який використовують для визначення доцільності проведення біопсії передміхурової залози. Phi розраховує ймовірність раку передміхурової залози, яку слід очікувати за результатами біопсії у чоловіків  старше 50 років з загальним простат-специфічним антигеном (PSA)  у діапазоні від 2 до 10 нг/мл.
Ескулаб працює згідно зчинної ліцензії МОЗ України та відповідно до впровадженої системи якості, що базується на міжнародних стандартах ISO 9001 та ISO 15189. 
У лютому 2022 року Ескулаб впровадила соціальні ініціативи і обстежила безкоштовно більше 90 тисяч українців, виявляючи хвороби що розвиваються безсимптомно, за цей проєкт компанія отримала глобальну відзнаку в галузі охорони здоров'я UNIVANTS of Healthcare Excellence 2024. 
У 2024 році, за результатами IX Національного рейтингу якості управління корпоративною репутацією «Репутаційні АКТИВісти», мережа медичних лабораторій Ескулаб посіла 1 місце у категорії «Фармація та медицина — мед лабораторії». Ескулаб перша медична лабораторія в Україні, яка використовує штучний інтелект у своїй айдентиці і у 2024 отримала за неї нагороду у Конкурсі маркетингових проєктів X-RAY. 
Також айдентика Ескулаб отримала нагороду на престижному міжнародному конкурсі The One Show 2024. Ескулаб стала першою лабораторією в Україні, яка в своєму брендингу використовує ШІ інструменти для генерації зображень і створення графічних елементів. 
У 2024 році Ескулаб уклала договір з НСЗУ, відповідно пацієнти, які мають укладену декларацію з сімейним лікарем, можуть безкоштовно отримати гарантовані державою медичні послуги безоплатно серед цих послуг і безоплатні аналізи.
Ескулаб співпрацює з університетами та іншими науковими установами і визнана, як важлива база для проведення наукових досліджень та виявлення захворювань на ранніх етапах. 

## Конфлікт між співвласниками

### Зупинка діяльності в Києві
У лютому 2025 року мережа лабораторій Ескулаб зупинила господарську діяльність у Києві, яку провадила під іншою юридичною особою —  Ескулаб Центр. Співзасновниками цієї юридичної особи є співвласники мережі Ескулаб на заході України — Сергій Дядюшко, Станіслав Луговський, Денис Мельник, а також Руслана Солтані.
Згідно з заявами Мельника та Луговського причиною стали недбалі управлінські дії збоку Сергія Дядюшка, який був генеральним директором київської філії компанії. Натомість Дядюшко вважає, що двоюрідний брат Луговського Ігор Малиновський, який адмініструє програмне забезпечення Ескулаб, заблокували доступ Дядюшка до програмного забезпечення. 
На початку 2025 року працівників у Києві звільнили без попередження, а контрагенти почали звертатись  до суду щодо стягнення заборгованості з Ескулаб Центру.
У серпні 2024 року Денис Мельник заявив, що приватне підприємство "Перша соціальна медична лабораторія "Ескулаб" не несе жодної відповідальності за надані послуги у Києві та області.

### Звинувачення у фінансових махінаціях
Сергія Дядюшка також звинувачували у фінансових махінаціях у період керування мережею лабораторій у Львові. Так, за даними журналістського розслідування, з 2021 по 2023 рік з рахунків компанії було виведено близько 20 млн гривень на рахунки підставних ФОПів, які нібито виконували роботу з прибирання відділень, хоча таку роботу виконували самі працівники на відділеннях .

### Приховування фінансів від податкової
Справу із травня 2024 року розслідує Бюро економічної безпеки. Детективи 23 січня 2025 року провели обшук у помешканні бізнес-аналітика мережі «Ескулаб» у селі Арламівська Воля Яворівського району і вилучили його ноутбук. На комп’ютері знайшли програмні комплекси, до яких могли вносити інформацію про неоподатковану готівку. В ухвалі Шевченківського райсуду Києва зазначається, що компанія щодня може приховувати приблизно 1,5 млн грн прибутку від податкової служби. Компанія ніяк не прокоментувала обшуки.

### Суд та спроба замовного вбивства
У грудні минулого року НАБУ вручило підозри голові Господарського суду Львівської області Василю Артимовичу, ексголові Західного апеляційного господарського суду Борису Плотніцькому і колишньому голові Господарського суду Львівської області Михайлу Юркевичу.
За версією слідства, вони вимагали у співвласників медичної компанії Ескулаб Станіслава Луговського і Дениса Мельника неправомірну вигоду за вплив на суддів Західного апеляційного суду, щоб ті винесли рішення на їх користь у двох судових справах.
У справі також фігурує епізод, згідно з яким, Артимович та Плотніцький, нібито, повідомили Луговському, що за вирішення питань необхідно дати 1 мільйон доларів США. Ця сума призначається не тільки суддям, а також представникам Головного управління розвідки Міністерства оборони України. При цьому Плотніцький, начебто, сказав, що Дядюшко замовив вбивство Луговського представникам розвідки, фактично висловив погрозу насильством.

## Сучасний стан
Станом на липень 2025 року мережа лабораторій під брендом Ескулаб веде свою діяльність у 8 областях України. Після зміни керівництва компанії, директорами стали співзасновники Денис Мельник та Станіслав Луговський, а також Роман Висоцький. У травні компанія інвестувала 130 млн грн у високоточну діагностику раку. Дохід лабораторії у 2024 році склав 942,4 млн грн, а прибуток 87 млн грн. До державного бюджету компанія сплатила близько 100 млн грн. 